# عصب چشمی
عصب چشمی (CN V1) (انگلیسی: Ophthalmic nerve) اولین و کوچ‌ترین انشعاب از عصب سه‌قلو، یکی از اعصاب مغزی، است که خودش سه انشعاب اصلی دارد که عصب‌دهی حسی به چشم، بخش قدامی پوست سر و برخی دیگر از اعضای سر را به عهده دارد.

## اهمیت بالینی
آسیب عصب چشمی می‌تواند باعث از دست رفتن حس در بخش‌هایی که به آن عصب‌دهی میکرد بشود. در معاینه رفلکس قرنیه وجود نخواهد داشت که عاملی است که می‌تواند ریسک آسیب به قرنیه را افزایش دهد.

## نگارخانه

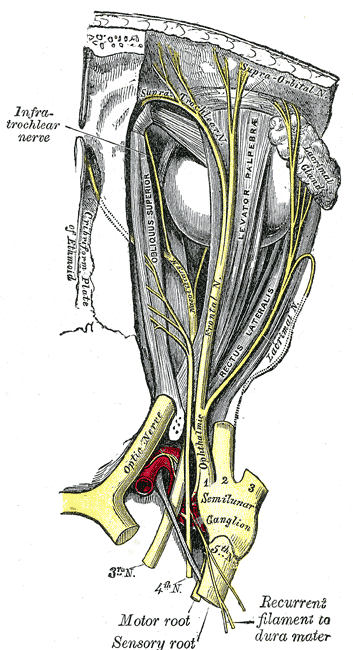
اعصاب کاسه چشم از نمای بالا.
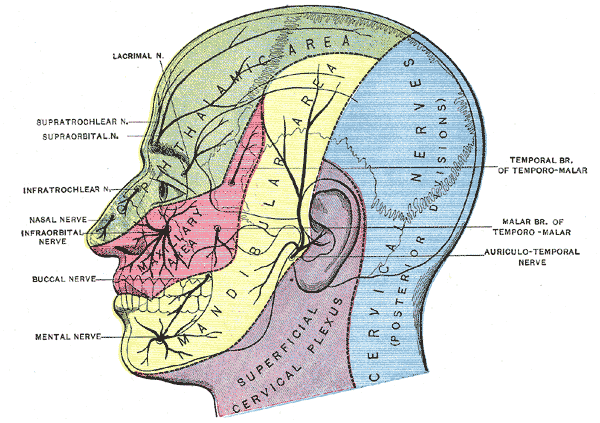
پراکندگی درماتوم عصب سه‌قلو.
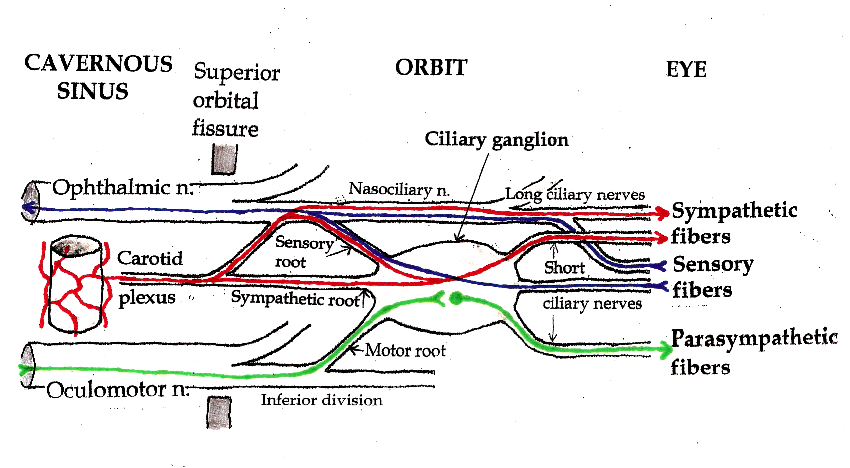
مسیر ها به گانگلیون مژگانی.
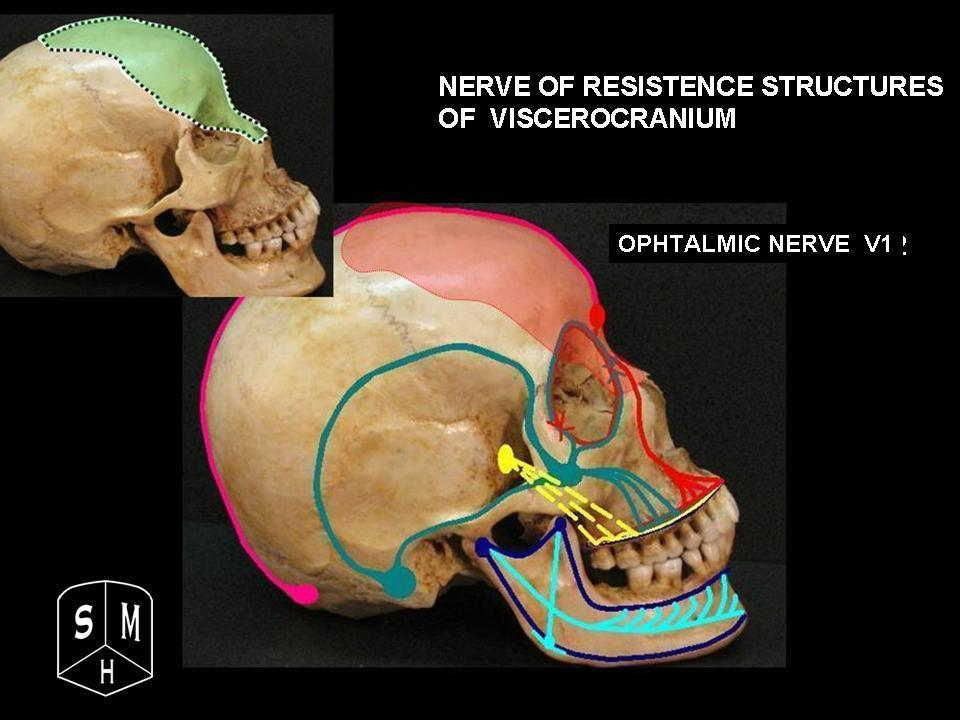
عصب چشمی
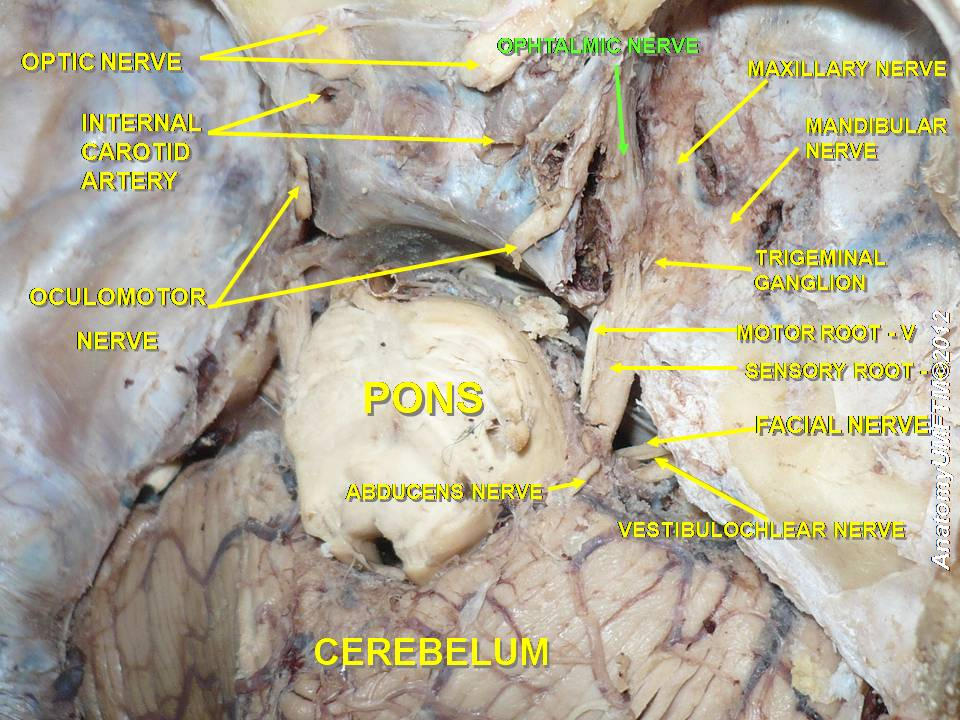
عصب چشمی
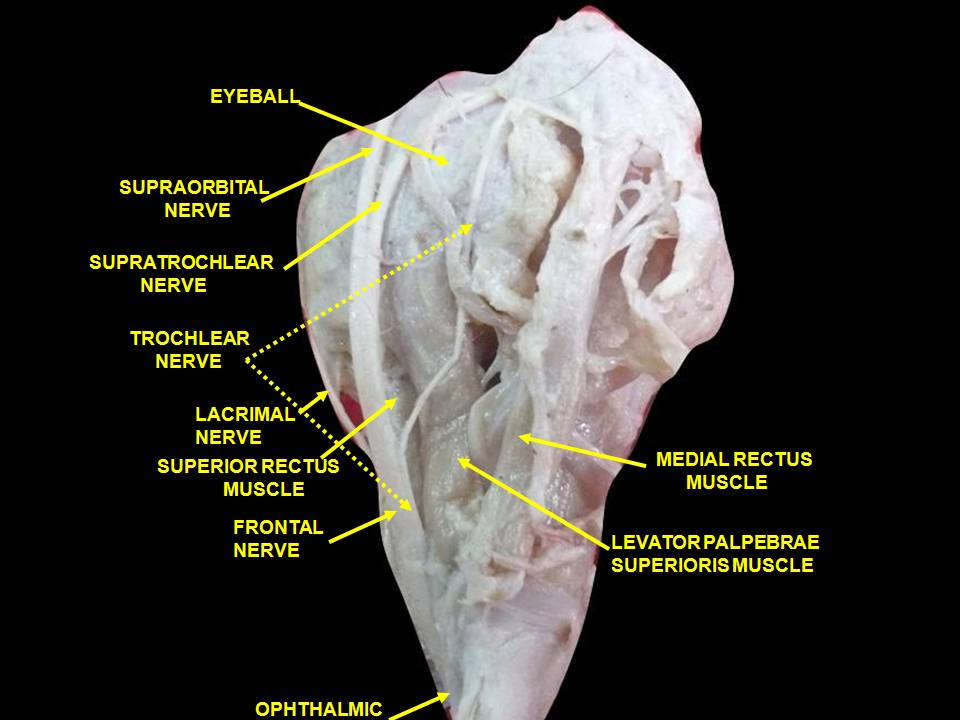
ماهچه خارجی چشم. اعصاب کاسه چشم. برش عمیق.
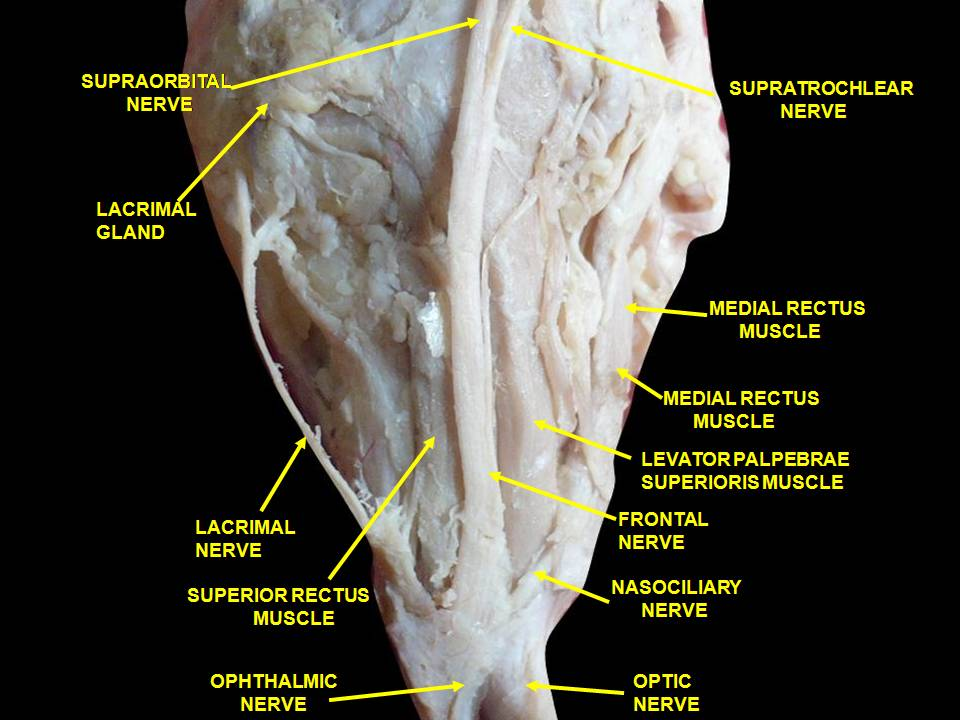
ماهچه خارجی چشم. اعصاب کاسه چشم. برش عمیق.